# Malchuskapelle

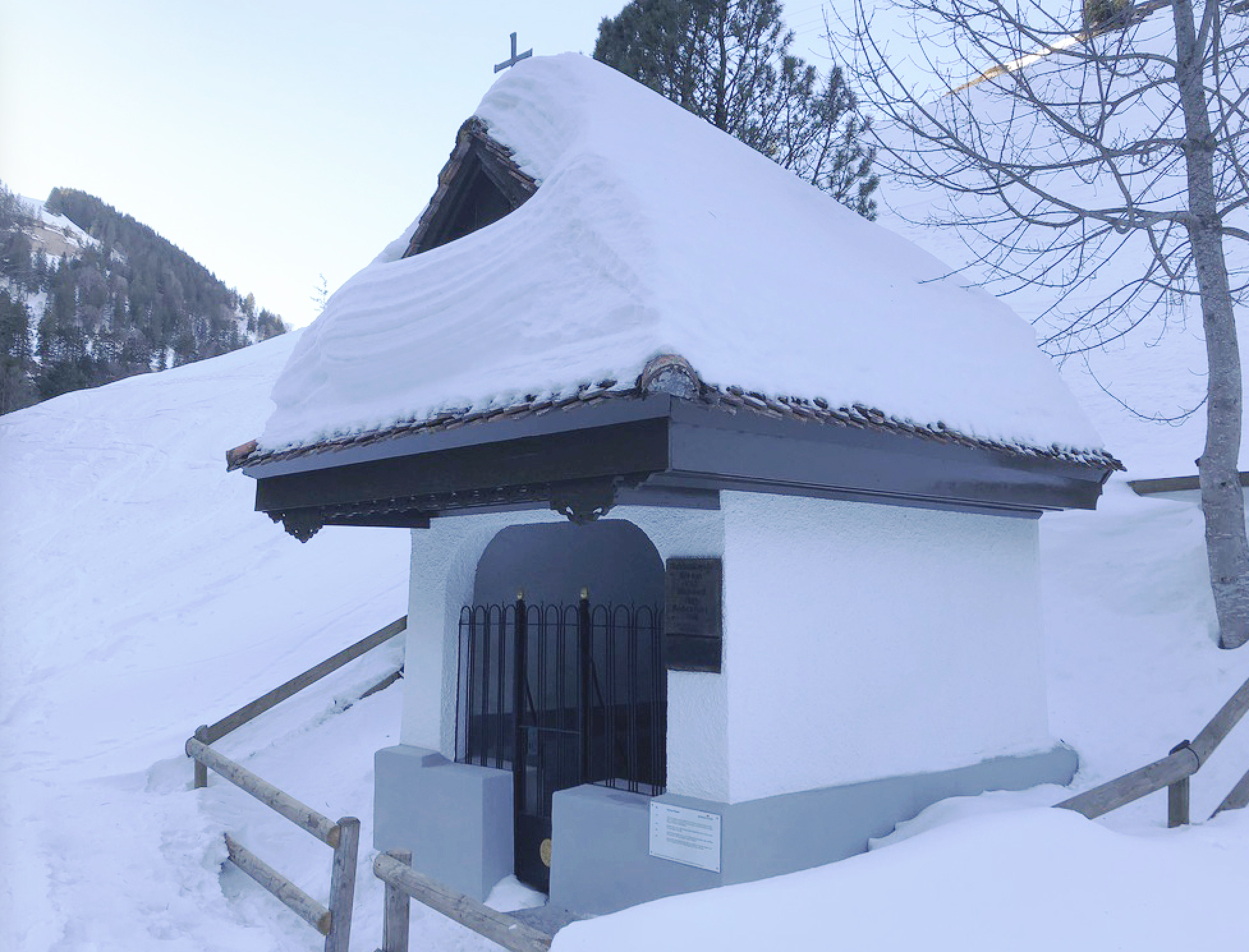
Malchuskapelle

Die Malchuskapelle ist ein historisches Kulturgut in der Form eines Heiligenhäuschens am alten Bergweg zu den Alpen an der Rigi und zum Wallfahrtsort «Maria zum Schnee» auf Rigi Klösterli in der Gemeinde Arth im Kanton Schwyz.
Sie befindet sich auf der Höhe von 1190 m ü. M. am Standort einer ehemaligen, um 1742 errichteten Kreuzwegstation neben dem damals viel begangenen Pilgerweg, der von der Landstrasse zwischen Arth und Lauerz durch das Tobel der Rigiaa zur Kapelle «Maria zum Schnee» aus dem 17. Jahrhundert und weiter zur St.-Michaels-Kapelle auf Rigi-Kaltbad führte. Die Stelle bildete die zwölfte Station (gemäss einer anderen Quelle die achte) des Kreuzwegs und soll gemäss der lokalen Überlieferung eine im 19. Jahrhundert verloren gegangene Figurengruppe mit der Kreuztragung enthalten haben. 1834 restaurierte der Maler Dominik Späni das alte Bauerk, das jedoch 1882 abgebrochen und durch einen Neubau ersetzt wurde. Im Verlauf des 19. oder 20. Jahrhunderts verschwanden nach und nach alle anderen Stationen des Kreuzwegs mit Ausnahme der zwölften, die mit der Zeit den Namen «Malchuskapelle» erhalten hatte.
Das Häuschen steht 1,5 Kilometer östlich und 100 Höhenmeter unterhalb von Rigi-Klösterli nahe der Kreuzung, wo sich der «Klösterliweg» von Arth und der «Klösterliweg» («Chneustrasse») von Lauerz treffen, und auch unweit der Haltestelle «Fruttli» der Arth-Rigi-Bahn. Der Bergwanderweg gehört zur Route «Schwyzer Höhenweg» (Wanderland-Route 63), der die geschützte Landschaft der Rigi durchquert, die im Bundesinventar der Landschaften und Naturdenkmäler von nationaler Bedeutung verzeichnet ist.
Das Bauwerk umfasst unter einem Satteldach einen gewölbten, durch ein Gitter abgeschlossenen Innenraum. Es mahnt Wandernde nicht nur zur Andacht vor dem heute im Inneren angebrachten Kruzifix, sondern bietet ihnen unter dem weit vorkragenden Klebdach auch einen kleinen, vor Sonne und Regen geschützten Rastplatz. 1964 und letztmals 1993 wurde das Gebäude restauriert. 2022 schenkte die Unterallmeindkorporation Arth als Eigentümerin der Alpgebiete an der Rigi die Malchuskapelle dem Rettungsdienst Rigi-Goldau, der für den Unterhalt des Bauwerks sorgt.
Die Entstehung des Kapellennamens ist unklar. Ob er sich allenfalls auf den heiligen Malchus von Cäsarea oder Malchus von den Sieben Schläfern von Ephesus oder auf den im Neuen Testament namentlich erwähnten Malchus, einen Diener bei Kajaphas, dem Hohenpriester Israels, oder eine andere Person dieses Namens bezieht, ist nicht bekannt. Jedenfalls ist der Name nicht als Patrozinium zu verstehen, da eine Kreuzwegstation üblicherweise kein geweihtes Kirchengebäude ist. Der Personenname hat auch keinen direkten Zusammenhang mit einer überlieferten Sage von einem Angriff des Teufels auf eine Wallfahrerin an der Stelle, wo später die kleine Kapelle gebaut wurde.